# 高玉常頼
高玉 常頼（たかたま つねより）は、戦国時代から安土桃山時代にかけての武将。二本松氏、蘆名氏の家臣。高玉氏6代当主。陸奥国安達郡高玉城主。

## 略歴
高玉氏は二本松氏の庶流。
伊達政宗の攻撃を受けて二本松城が開城し、主君・二本松国王丸が会津に移ると、常頼もまた蘆名氏に属して政宗への抗戦を継続した。天正17年（1589年）、政宗の蘆名氏攻めに先立ち、政宗の家臣・片倉景綱に高玉城を攻められ奮戦するも落城、討死した。高玉城陥落後に政宗が撫で斬りを命じたため、4年前の小手森城と同様に城内にいた全員が殺害された。